# Ава Лонгин
Ава Лонгин (грч. Λογγινος; 451–457) је био игуман Енатона, монашке заједнице у близини Александрије у римском Египту. Помиње се у списима Житија светих Лонгина и Лукија Подвижника и сахидске проповеди, У част Лонгина, епископа Василија Оксириншког.

## Биографија
Према његовом Житију, које се сматра историјски поузданим, Лонгин је био из Ликије у Киликији. Он и његов учитељ Лукије Подвижник, који је такође предмет хагиографије, учинили су толико чуда у Сирији да су постали прилично познати. Да би избегли своју славу, побегли су у Енатон у Египту. На Енатону је Лонгин направио конопац, који је продао морнарима. Добит је делио као милостињу. Изабран је за игумана пре него што је Халкидонски сабор (451) свргнуо патријарха Диоскора Александријског. Након што је Диоскор послао Енатону изјаву о својој мијафизитској вери, Лонгин је предводио опозицију на сабору. Он се одлучно супротстављао цару Маркијану и играо је улогу у избору супарничког антихалкидонског патријарха, Тимотеја II, да наследи Диоскора. Он је још увек био игуман када је Маркијан умро 457. године.